# Ак-Кёпрюк
Ак-Кёпрюк — город в Афганистане в провинции Балх. Здесь обнаружены многочисленные археологические памятники, относящиеся к эпохам начиная с конца палеолита и до конца неолита. Стоянки находились как в пещерах, так и на открытой местности. Раскопки проводил в начале 1960-х гг. американский археолог Луис Б. Дюпре. Ввиду сложной стратиграфии реконструкция археологической последовательности находок является затруднительной.
Обнаруженный археологический материал свидетельствует о существовании здесь общин оседлых земледельцев, вероятно, одних из наиболее древних в данном регионе. Из-за сложной политической обстановки в Афганистане история возникновения земледелия здесь ещё слишком плохо изучена, и новые раскопки пока не представляются возможными.
Среди найденных стоянок представляют интерес:
- пещеры Гари-Мар (Ghar-e-Mar, два уровня: A и B). На уровне В обнаружены каменные мотыги, жернова и сосуды из стеатита.
- Гари-Асп (Ghar-e-Asp) — различные объекты IX тыс. до н. э.: каменные пластинки серпов, скребков, шила.

Археологами обнаружены кости, принадлежащие одомашненным овцам и козам. Все эти находки указывают на присутствие общества, находящегося на уровне докерамического неолита, обладавшего уже знанием аграрных технологий, однако ещё не отказавшегося от широкого использования охоты и собирательства. Остаётся неразрешённым вопрос, почему Ак-Кёпрюк находился столь далеко от прародины неолита. В более поздних слоях обнаружены пещеры III тыс. до н. э. с сельскохозяйственными принадлежностями и керамикой.
Помимо неолитического поселения, здесь обнаружены и более ранние стоянки эпохи эпипалеолита с остатками жилищ и охотничьих принадлежностей.